# EMA 2022
26. izbor slovenskega predstavnika na Pesmi Evrovizije EMA je potekal 5., 12. in 19. februarja 2022 v studiih Televizije Slovenije (oder je bil v studiu 1, green room pa v studiu 2) in je obsegal dva predizbora in finale. Vse tri večere sta vodila Melani Mekicar in Bojan Cvjetićanin, v finalu pa se jima je pridružil še Nejc Šmit, ki se je oglašal iz green rooma. Zmagali so LPS s pesmijo »Disko«.
Pred Emo je potekala Ema Freš, ki je bila namenjena novincem. Spletni del tekmovanja se je odvil decembra 2021, finale pa je bil 28. januarja 2022. Na samo Emo (predizbora) so se uvrstili štirje izvajalci.

## Vabilo za sodelovanje in izbor skladb
Vabilo za sodelovanje je bilo objavljeno 8. oktobra 2021, zbiranje prijav pa je trajalo do 22. novembra. Pravila vabila so določala naslednje:
- izvajalci morajo biti 1. februarja 2022 stari najmanj 16 let (izvajalci iz kategorije novincev morajo biti 16 let stari že na dan prijave),
- glavni izvajalec ali vsaj polovica glavnih izvajalcev v skupinah mora imeti stalno ali začasno prebivališče v Republiki Sloveniji (to ne velja za spremljevalne vokaliste),
- skladba je lahko dolga največ 3 minute,
- priporoča se, da je njeno besedilo v slovenskem jeziku,
- na odru je lahko hkrati največ 6 izvajalcev,
- skladba mora biti izvirna in še ne priobčena javnosti,
- posamezni izvajalec se lahko kot glavni vokalist na izbor uvrsti le z eno skladbo.

Poleg prijavljenih skladb si RTV Slovenija pridržuje pravico, da k sodelovanju neposredno povabi poljubno število avtorjev oziroma izvajalcev.
Prijava in izbor skladb sta potekala v dveh kategorijah:
- kategorija A − kategorija novincev: izvajalci, mlajši od 30 let, ki so do dneva prijave komercialno izdali največ 3 avtorske skladbe
- kategorija B − kategorija uveljavljenih izvajalcev: izvajalci, ki so do dneva prijave komercialno izdali več kot 3 avtorske skladbe

Za komercialno izdajo se šteje, če je bila skladba priobčena javnosti ali če je bila dana na tržišče z namenom prodaje.
Za izbor skladb sta bili imenovani dve strokovni komisiji z najmanj tremi člani: ena za kategorijo A (novinci) in ena za kategorijo B (uveljavljeni izvajalci). Iz kategorije A je bilo izbranih 24 skladb, ki so se predhodno med seboj pomerile v predtekmovanju Ema Freš, iz kategorije B pa 16.
Na razpis je prispelo 127 prijav (skupno število za obe kategoriji).

## Ema Freš

### Format
Na Emi Freš se je predstavilo 24 skladb iz kategorije novincev (A). Te so bile razdeljene v 12 parov. Tri tedne zapored sta bili od ponedeljka do četrtka na spletu objavljeni dve skladbi (eden izmed parov), ki sta se pomerili v dnevnem dvoboju. O zmagovalni skladbi posameznega para je odločalo spletno glasovanje. Zmagovalne skladbe štirih dnevnih dvobojev so se nato pomerile v sobotnem tedenskem finalu: tri izmed njih (dve po spletnem glasovanju, ena pa po izboru žirije) so napredovale v naslednji krog. Na ta način se je v finale Eme Freš uvrstilo 9 skladb, ostalih 15 pa je dobilo še eno priložnost v četrtem tednu (t. i. kategorija poražencev). Te so bile razdeljene v pet dnevnih trobojev (5 × 3), ki so dali še pet zmagovalnih skladb, o katerih so odločali le spletni glasovi. V finalu Eme Freš se je tako predstavilo 14 skladb.
V sobotnih tedenskih finalih so pesmi komentirali Bojan Cvjetićanin, Eva Boto in Arne.

### Tekmovalne skladbe
| Izvajalec                       | Pesem                      | Avtorji glasbe in besedila                                                                     |
| ------------------------------- | -------------------------- | ---------------------------------------------------------------------------------------------- |
| Ain't Harmony                   | »Hočem da«                 | Cherie Lucas (gb), Tadej Košir (gb), Aleš Marjetič (gb)                                        |
| Anja Vodošek                    | »Maniac«                   | Raay (g), Anej Piletič (b)                                                                     |
| De Liri                         | »Obstajam«                 | Zala Kores (gb), Julija Veleski (g), Žan Serčič (gb)                                           |
| Ella                            | »A sem dovolj?«            |                                                                                                |
| Emma                            | »Moja sreča«               | Neisha (gb)                                                                                    |
| Evita                           | »Črno-bela«                |                                                                                                |
| Hvala Brothers                  | »Gremo naprej«             |                                                                                                |
| Ina                             | »Moj dopamin«              | Matic Mlakar (g), Jure Skaza (gb), Ina Olup (b)                                                |
| Jaka Hliš                       | »Svoje sreče krojač«       | Jaka Hliš (gb)                                                                                 |
| Jon Vitezič                     | »Jesus Style«              | Jon Vitezič (gb)                                                                               |
| Katja Korošec                   | »Levo in desno«            | Nino Ošlak (g), Katja Korošec (b)                                                              |
| Katja Kos                       | »Deadly Flower«            | Katja Kos (gb)                                                                                 |
| Lara Dovier                     | »Ko sva se prvič spoznala« |                                                                                                |
| LaraYul                         | »Moja lekcija«             |                                                                                                |
| Leya Leanne                     | »Naked«                    | Leya Leanne (g), Shawn Myers (gb), Jonas Gladnikoff (g)                                        |
| LPS                             | »Disko«                    | Filip Vidušin (gb), Žiga Žvižej (gb), Gašper Hlupič (gb), Mark Semeja (gb), Zala Velenšek (gb) |
| LUMA                            | »All In«                   | Lucija Harum (gb), Martin Vogrin (gb), Vid Turica (b)                                          |
| Marijan Novak & Špela Velikanje | »I Am So in Love«          | Marijan Novak (gb)                                                                             |
| Mia Vučković                    | »Telenovela«               | Aleksandar Ignjatić - Coa (gb), Senad Smajlović (die Rich) (g)                                 |
| Mitja Dragan                    | »Iščem«                    |                                                                                                |
| Neli Jerot                      | »Magnum opus«              |                                                                                                |
| Nika S.                         | »Počakaj me«               | Martin Lunder (gb), Nace Jordan (g)                                                            |
| Nina Sodnik                     | »Will You Be Enough«       |                                                                                                |
| Stela Sofia                     | »Tu in zdaj«               | Stela Sofia (g), Žan Serčič (gb)                                                               |

### Spletni del tekmovanja

#### 1. teden
- 29. november–4. december 2021

| Izvajalec    | Pesem           | Št. klikov   |
| 29. november | 29. november    | 29. november |
| ------------ | --------------- | ------------ |
| Katja Kos    | »Deadly Flower« | 1142         |
| Nika S.      | »Počakaj me«    | 1316         |
| 30. november |                 |              |
| Anja Vodošek | »Maniac«        | 1161         |
| Stela Sofia  | »Tu in zdaj«    | 1974         |
| 1. december  |                 |              |
| LPS          | »Disko«         | 3139         |
| Neli Jerot   | »Magnum opus«   | 419          |
| 2. december  |                 |              |
| Ella         | »A sem dovolj?« | 799          |
| Jon Vitezič  | »Jesus Style«   | 1536         |

| Izvajalec   | Pesem         | Št. klikov | Žirija |
| ----------- | ------------- | ---------- | ------ |
| Nika S.     | »Počakaj me«  | 877        | 4.     |
| Stela Sofia | »Tu in zdaj«  | 1295       | 3.     |
| LPS         | »Disko«       | 2455       | 1.     |
| Jon Vitezič | »Jesus Style« | 977        | 2.     |

#### 2. teden
- 6.–11. december 2021

| Izvajalec     | Pesem                      | Št. klikov  |
| 6. december   | 6. december                | 6. december |
| ------------- | -------------------------- | ----------- |
| Ina           | »Moj dopamin«              | 1174        |
| LaraYul       | »Moja lekcija«             | 718         |
| 7. december   |                            |             |
| Ain't Harmony | »Hočem da«                 | 1229        |
| Jaka Hliš     | »Svoje sreče krojač«       | 1295        |
| 8. december   |                            |             |
| LUMA          | »All In«                   | 1159        |
| Mitja Dragan  | »Iščem«                    | 662         |
| 9. december   |                            |             |
| Evita         | »Črno-bela«                | 539         |
| Lara Dovier   | »Ko sva se prvič spoznala« | 1061        |

| Izvajalec   | Pesem                      | Št. klikov | Žirija |
| ----------- | -------------------------- | ---------- | ------ |
| Ina         | »Moj dopamin«              | 660        | 2.     |
| Jaka Hliš   | »Svoje sreče krojač«       | 706        | 4.     |
| LUMA        | »All In«                   | 1026       | 1.     |
| Lara Dovier | »Ko sva se prvič spoznala« | 680        | 3.     |

#### 3. teden
- 13.–18. december 2021

| Izvajalec                       | Pesem                | Št. klikov   |
| 13. december                    | 13. december         | 13. december |
| ------------------------------- | -------------------- | ------------ |
| Hvala Brothers                  | »Gremo naprej«       | 1310         |
| Leya Leanne                     | »Naked«              | 1848         |
| 14. december                    |                      |              |
| De Liri                         | »Obstajam«           | 1137         |
| Katja Korošec                   | »Levo in desno«      | 780          |
| 15. december                    |                      |              |
| Emma                            | »Moja sreča«         | 1100         |
| Nina Sodnik                     | »Will You Be Enough« | 735          |
| 16. december                    |                      |              |
| Marijan Novak & Špela Velikanje | »I Am So in Love«    | 1290         |
| Mia Vučković                    | »Telenovela«         | 741          |

| Izvajalec                       | Pesem             | Št. klikov | Žirija |
| ------------------------------- | ----------------- | ---------- | ------ |
| Leya Leanne                     | »Naked«           | 1237       | 1.     |
| De Liri                         | »Obstajam«        | 643        | 2.     |
| Emma                            | »Moja sreča«      | 622        | 3.     |
| Marijan Novak & Špela Velikanje | »I Am So in Love« | 733        | 4.     |

#### 4. teden – druga priložnost
- 20.–24. december 2021

| Izvajalec      | Pesem                      | Št. klikov   |
| 20. december   | 20. december               | 20. december |
| -------------- | -------------------------- | ------------ |
| Katja Korošec  | »Levo in desno«            | 374          |
| Katja Kos      | »Deadly Flower«            | 535          |
| Neli Jerot     | »Magnum opus«              | 118          |
| 21. december   |                            |              |
| Emma           | »Moja sreča«               | 1879         |
| LaraYul        | »Moja lekcija«             | 1099         |
| Mitja Dragan   | »Iščem«                    | 355          |
| 22. december   |                            |              |
| Ain't Harmony  | »Hočem da«                 | —            |
| Anja Vodošek   | »Maniac«                   | —            |
| Nina Sodnik    | »Will You Be Enough«       | —            |
| 23. december   |                            |              |
| Hvala Brothers | »Gremo naprej«             | 713          |
| Lara Dovier    | »Ko sva se prvič spoznala« | 712          |
| Mia Vučković   | »Telenovela«               | 913          |
| 24. december   |                            |              |
| Ella           | »A sem dovolj?«            | 340          |
| Evita          | »Črno-bela«                | 371          |
| Nika S.        | »Počakaj me«               | 705          |

1. ↑  Spletnega glasovanja tisti dan zaradi tehničnih napak oz. motenj ni bilo mogoče izvesti, zato so zmagovalko določili glasovi strokovne žirije.

### Finale
Finale Eme Freš je bil 28. januarja 2022. Prvotno bi moral potekati v dveh večerih (7 + 7), a so se ga zaradi epidemioloških razmer odločili izvesti le v enem. Vodili so ga Eva Boto, Melani Mekicar in Arne. Predstavilo se je 14 izvajalcev, ki so uspešno prestali spletni del tekmovanja. Med telefonskim glasovanjem sta z glasbenima točkama nastopila Arne (Loverboy) in Eva Boto (Misliš na njo).
| #   | Izvajalec       | Pesem                | Avtorji glasbe, besedila in aranžmaja                                                                                  |
| --- | --------------- | -------------------- | --- |
| 1.  | Mia Vučković    | »Telenovela«         | Aleksandar Ignjatić - Coa (gba), Senad Smajlović (die Rich) (g), Luka Radojlović - Rodah (a)                           |
| 2.  | De Liri         | »Obstajam«           | Zala Kores (gb), Julija Veleski (ga), Žan Serčič (gba)                                                                 |
| 3.  | Jon Vitezič     | »Jesus Style«        | Jon Vitezič (gb), Peter Dekleva (a)                                                                                    |
| 4.  | Ina             | »Moj dopamin«        | Matic Mlakar (ga), Jure Skaza (gb), Ina Olup (b)                                                                       |
| 5.  | Marijan & Špela | »I Am So in Love«    | Marijan Novak (gba) |
| 6.  | Stela Sofia     | »Tu in zdaj«         | Stela Sofia (g), Žan Serčič (gba)                                                                                      |
| 7.  | Leya Leanne     | »Naked«              | Leya Leanne (ga), Shawn Myers (gb), Jonas Gladnikoff (ga)                                                              |
| 8.  | Nika S.         | »Počakaj me«         | Martin Lunder (gb), Nace Jordan (ga)                                                                                   |
| 9.  | Katja Kos       | »Deadly Flower«      | Katja Kos (gba), Mario Babojelić (a)                                                                                   |
| 10. | Jaka Hliš       | »Svoje sreče krojač« | Jaka Hliš (gba), Alex Volasko (a)                                                                                      |
| 11. | Anja Vodošek    | »Maniac«             | Raay (g), Anej Piletič (b), Raay Music (a)                                                                             |
| 12. | Emma            | »Moja sreča«         | Neisha (gba), Dejan Radičević (a)                                                                                      |
| 13. | LPS             | »Disko«              | Filip Vidušin (gba), Žiga Žvižej (gba), Gašper Hlupič (gba), Mark Semeja (gba), Zala Velenšek (gba), Jakob Korošec (a) |
| 14. | LUMA            | »All In«             | Lucija Harum (gb), Martin Vogrin (gba), Vid Turica (ba)                                                                |

#### Rezultati
Na Emo 2022 so se uvrstili štirje izvajalci: najprej dva po telefonskem glasovanju (Leya Leanne in Stela Sofia), izmed ostalih dvanajstih pa še dva po izboru strokovne žirije, ki so jo sestavljali Maja Keuc - Amaya, Maša Kljun in Matjaž Vlašič (LUMA in LPS).
| Izvajalec       | Št. glasov | Mesto |
| --------------- | ---------- | ----- |
| Mia Vučković    | 177        | 13.   |
| De Liri         | 173        | 14.   |
| Jon Vitezič     | 624        | 5.    |
| Ina             | 325        | 10.   |
| Marijan & Špela | 357        | 9.    |
| Stela Sofia     | 1404       | 2.    |
| Leya Leanne     | 2066       | 1.    |
| Nika S.         | 235        | 12.   |
| Katja Kos       | 276        | 11.   |
| Jaka Hliš       | 543        | 7.    |
| Anja Vodošek    | 394        | 8.    |
| Emma            | 595        | 6.    |
| LPS             | 876        | 4.    |
| LUMA            | 984        | 3.    |

| Izvajalec       | Mesto |
| --------------- | ----- |
| Mia Vučković    | 13.   |
| De Liri         | 4.    |
| Jon Vitezič     | 10.   |
| Ina             | 8.    |
| Marijan & Špela | 14.   |
| Stela Sofia     | 8.    |
| Leya Leanne     | 3.    |
| Nika S.         | 12.   |
| Katja Kos       | 5.    |
| Jaka Hliš       | 11.   |
| Anja Vodošek    | 6.    |
| Emma            | 7.    |
| LPS             | 2.    |
| LUMA            | 1.    |

## Ema 2022
Na Emi 2022 se je predstavilo 20 skladb: 16 iz kategorije uveljavljenih izvajalcev (B), 4 pa so bile izbrane preko Eme Freš. Obsegala je tri večere: dva predizbora (5. in 12. februarja) in finalni izbor (19. februrja). Iz vsakega predizbora se je v finale uvrstilo 6 skladb, tri po izboru občinstva (telefonsko glasovanje) in tri po izboru strokovne žirije. 
V finalu so o zmagovalcu v razmerju 50/50 odločali glasovi 5 žirij (žirija glasbenih izvajalcev, žirija glasbenih ustvarjalcev, radijska žirija, televizijska žirija in žirija kluba ljubiteljev Pesmi Evrovizije) in občinstva (telefonsko glasovanje): vsaka žirija je podelila točke po evrovizijskem sistemu (12, 10, 8, 7–1), skupaj torej 290 točk, občinstvo pa je prav tako podelilo 290 točk (5, 10, 15, 20, 25, 30, 35, 40, 50, 60).
Vse tri večere sta vodila Melani Mekicar in Bojan Cvjetićanin (v finalu se jima je pridružil še Nejc Šmit, ki se je oglašal iz green rooma). Cvjetićanin je poskrbel tudi za šov program: prvi predizbor je otvoril s pesmijo »Gola«, drugega z »Umazanimi mislimi« (pri obeh je bilo besedilo prirejeno za Emo), v finalu pa sta z Amayo zapela »Zitti e buoni«, zmagovalno skladbo Pesmi Evrovizije 2021.

### Tekmovalne skladbe
Strokovna komisija v sestavi Maja Keuc - Amaya, Matjaž Vlašič, Žiga Pirnat, Maša Kljun in Žiga Klančar je med prijavami v kategoriji uveljavljenih izvajalcev izbrala 16 skladb:
| Izvajalec                | Pesem                   | Avtorji glasbe, besedila in aranžmaja                                                                 |
| ------------------------ | ----------------------- | --- |
| Anabel                   | »Tendency«              | Ana Teržan - Anabel (gb), Žan Serčič (a)                                                              |
| Batista Cadillac         | »Mim pravil«            | Urban Lutman (g), Matija Koritnik (gb), Martin Štibernik (gba), Tadej Košir (g), Benjamin Krnetić (b) |
| Bowrain & Brina          | »Čas je«                | Bowrain (ga), Gregor Kosi (b), Mario Babojelić (a), Luka Uršič - KALU (a)                             |
| BQL                      | »Maj«                   | Anej Piletič (g), Raay (g), Marjetka Vovk (b), Raay Music (a)                                         |
| David Amaro              | »Še vedno si lepa«      | Goran Šarac (g), Rok Lunaček (b), Aleksandar Valenčić (a)                                             |
| Eva Moškon               | »Kliki«                 | Nermin Puškar (g), Srečko Meolic (b), Nace Jordan (a)                                                 |
| Gušti feat. Leyre        | »Nova romantika«        | Miha Guštin - Gušti (gb), Žare Pak (a)                                                                |
| Hauptman                 | »Sledim«                | Žan Hauptman (gba), Vid Turica (ga)                                                                   |
| Jonatan Haller           | »Obzorje«               | Jonatan Haller Pereira (gba), Satja Medvešek (ga), Dvided21 (ga), Miha Rednak (b)                     |
| July Jones               | »Girls Can Do Anything« | July Jones (gba), Toby Scott (gba)                                                                    |
| Klara Jazbec             | »Vse kar imam«          | Raay (g), Marjetka Vovk (b), Raay Music (a)                                                           |
| Le Serpentine            | »Tud teb se lahk zgodi« | Žiga Jokić (gba), Žiga Rezar (a)                                                                      |
| Manouche                 | »Si sama?«              | Robert Pikl (gba), Luka Ipavec (a), Krešimir Tomec (a)                                                |
| Mia Guček                | »Independiente«         | Mia Guček (gb), Octavian Rasinariu (gb), Patrick Jamnik (gba), Patrick Gold (a)                       |
| Vedran Ljubenko          | »H2O dieta«             | Vedran Ljubenko (gba), Jakov Zadro (ga), Igor Bračič (b)                                              |
| Zala Smolnikar - Z Á L I | »V ogledalu«            | Zala Smolnikar (gba)                                                                                  |

1. ↑  Klara Jazbec je bila prvotno sprejeta s pesmijo »Chasing Dreams«, najbrž je šlo za angleško različico »Vse kar imam«. Avtor glasbe je bil Ed Fisher (Raayev psevdonim?), avtorici besedila pa Klara Jazbec in Ani Cordero.

Tem so še pridružili še štirje »zmagovalci« Eme Freš:
| Izvajalec   | Pesem        | Avtorji glasbe, besedila in aranžmaja                                                                                  |
| ----------- | ------------ | --- |
| Leya Leanne | »Naked«      | Leya Leanne (ga), Shawn Myers (gb), Jonas Gladnikoff (ga)                                                              |
| LPS         | »Disko«      | Filip Vidušin (gba), Žiga Žvižej (gba), Gašper Hlupič (gba), Mark Semeja (gba), Zala Velenšek (gba), Jakob Korošec (a) |
| LUMA        | »All In«     | Lucija Harum (gb), Martin Vogrin (gba), Vid Turica (ba)                                                                |
| Stela Sofia | »Tu in zdaj« | Stela Sofia (g), Žan Serčič (gba)                                                                                      |

### Prvi predizbor
| #   | Izvajalec                | Pesem                   | Televoting | Televoting | Žirija |
| #   | Izvajalec                | Pesem                   | Št. glasov | Mesto      | Žirija |
| --- | ------------------------ | ----------------------- | ---------- | ---------- | ------ |
| 1.  | July Jones               | »Girls Can Do Anything« | 527        | 7.         | 1.     |
| 2.  | David Amaro              | »Še vedno si lepa«      | 348        | 8.         | 4.     |
| 3.  | Le Serpentine            | »Tud teb se lahk zgodi« | 669        | 4.         | 9.     |
| 4.  | Bowrain & Brina          | »Čas je«                | 576        | 6.         | 10.    |
| 5.  | LUMA                     | »All In«                | 1009       | 2.         | 2.     |
| 6.  | Stela Sofia              | »Tu in zdaj«            | 1509       | 1.         | 7.     |
| 7.  | Jonatan Haller           | »Obzorje«               | 273        | 9.         | 6.     |
| 8.  | Batista Cadillac         | »Mim pravil«            | 598        | 5.         | 3.     |
| 9.  | Zala Smolnikar - Z Á L I | »V ogledalu«            | 262        | 10.        | 8.     |
| 10. | Manouche                 | »Si sama?«              | 960        | 3.         | 5.     |

V finale se je uvrstilo šest izvajalcev: najprej trije po telefonskem glasovanju (Stela Sofia, LUMA in Manouche), izmed ostalih sedmih pa še trije po izboru žirije, ki so jo sestavljali Eva Boto, Maja Keuc - Amaya, Lea Sirk, Matjaž Vlašič in Žiga Klančar (July Jones, Batista Cadillac in David Amaro).

### Drugi predizbor
| #   | Izvajalec         | Pesem            | Televoting | Televoting | Žirija |
| #   | Izvajalec         | Pesem            | Št. glasov | Mesto      | Žirija |
| --- | ----------------- | ---------------- | ---------- | ---------- | ------ |
| 1.  | Mia Guček         | »Independiente«  | 720        | 4.         | 9.     |
| 2.  | Gušti feat. Leyre | »Nova romantika« | 448        | 8.         | 3.     |
| 3.  | Klara Jazbec      | »Vse kar imam«   | 206        | 9.         | 8.     |
| 4.  | Vedran Ljubenko   | »H2O dieta«      | 166        | 10.        | 7.     |
| 5.  | Leya Leanne       | »Naked«          | 1779       | 1.         | 6.     |
| 6.  | LPS               | »Disko«          | 1671       | 2.         | 1.     |
| 7.  | Anabel            | »Tendency«       | 463        | 7.         | 4.     |
| 8.  | BQL               | »Maj«            | 848        | 3.         | 5.     |
| 9.  | Hauptman          | »Sledim«         | 550        | 6.         | 2.     |
| 10. | Eva Moškon        | »Kliki«          | 661        | 5.         | 10.    |

V finale se je uvrstilo šest izvajalcev: najprej trije po telefonskem glasovanju (Leya Leanne, LPS in BQL), izmed ostalih sedmih pa še trije po izboru žirije v enaki sestavi kot v prvem predizboru (Hauptman, Gušti feat. Leyre in Anabel).

### Finale
| #   | Izvajalec         | Pesem                   | Žirije | Televoting | Σ   | Mesto |
| --- | ----------------- | ----------------------- | ------ | ---------- | --- | ----- |
| 1.  | Anabel            | »Tendency«              | 10     |            | 10  | 11.   |
| 2.  | Stela Sofia       | »Tu in zdaj«            | 8      | 15         | 23  | 10.   |
| 3.  | Manouche          | »Si sama?«              | 28     | 25         | 53  | 6.    |
| 4.  | Leya Leanne       | »Naked«                 | 8      | 20         | 28  | 9.    |
| 5.  | BQL               | »Maj«                   | 19     | 50         | 69  | 3.    |
| 6.  | Gušti feat. Leyre | »Nova romantika«        | 28     | 10         | 38  | 7.    |
| 7.  | July Jones        | »Girls Can Do Anything« | 32     | 30         | 62  | 5.    |
| 8.  | David Amaro       | »Še vedno si lepa«      | 2      |            | 2   | 12.   |
| 9.  | LPS               | »Disko«                 | 43     | 60         | 103 | 1.    |
| 10. | Hauptman          | »Sledim«                | 29     | 5          | 34  | 8.    |
| 11. | LUMA              | »All In«                | 33     | 35         | 68  | 4.    |
| 12. | Batista Cadillac  | »Mim pravil«            | 50     | 40         | 90  | 2.    |

| Izvajalec         | A  | B  | C  | D  | E  | Σ  |
| ----------------- | -- | -- | -- | -- | -- | -- |
| Anabel            | 4  | 2  |    | 3  | 1  | 10 |
| Stela Sofia       | 7  |    | 1  |    |    | 8  |
| Manouche          | 2  | 7  | 7  | 4  | 8  | 28 |
| Leya Leanne       |    | 1  | 2  |    | 5  | 8  |
| BQL               | 5  | 3  | 3  | 2  | 6  | 19 |
| Gušti feat. Leyre | 3  | 6  | 10 | 5  | 4  | 28 |
| July Jones        | 10 | 5  | 4  | 6  | 7  | 32 |
| David Amaro       | 1  |    |    | 1  |    | 2  |
| LPS               | 8  | 10 | 5  | 10 | 10 | 43 |
| Hauptman          |    | 8  | 12 | 7  | 2  | 29 |
| LUMA              | 12 | 4  | 6  | 8  | 3  | 33 |
| Batista Cadillac  | 6  | 12 | 8  | 12 | 12 | 50 |

| Izvajalec         | Št. glasov | Točke |
| ----------------- | ---------- | ----- |
| Anabel            | 545        |       |
| Stela Sofia       | 962        | 15    |
| Manouche          | 1412       | 25    |
| Leya Leanne       | 1018       | 20    |
| BQL               | 2441       | 50    |
| Gušti feat. Leyre | 946        | 10    |
| July Jones        | 1655       | 30    |
| David Amaro       | 447        |       |
| LPS               | 3151       | 60    |
| Hauptman          | 833        | 5     |
| LUMA              | 1770       | 35    |
| Batista Cadillac  | 2132       | 40    |

| Člani žirij (sporočevalci glasov v krepkem)                                   | Člani žirij (sporočevalci glasov v krepkem)                                              | Člani žirij (sporočevalci glasov v krepkem) | Člani žirij (sporočevalci glasov v krepkem)                                    | Člani žirij (sporočevalci glasov v krepkem)                           |
| OGAE Slovenija (A)                                                            | Glasbeni ustvarjalci (B)                                                                 | Radio (C) | Televizija (D)                                                                 | Glasbene izvajalke (E)                                                |
| ----------------------------------------------------------------------------- | ---------------------------------------------------------------------------------------- | --- | ------------------------------------------------------------------------------ | --------------------------------------------------------------------- |
| - Eva Mavrič - Maja Tilinger - Erik Sedevčič - Boštjan Smrekar - Miran Cvetko | - Matjaž Vlašič - Miha Gorše - Gregor Strasbergar - Matevž Šalehar - Hamo - Gašper Šantl | - Anita Gošte (Radio Aktual) - Anja Ramšak (Radio 1) - Blaž Maljevac (Radio Koper) - Gregor Stermecki (Radio Maribor) - Žiga Klančar (Val 202) | - Anja Möderndorfer - Dajana Makovec - Tina Novak - Den Baruca - Lorella Flego | - Tinkara Kovač - Lea Sirk - Sara Briški Cirman - Eva Boto - Eva Hren |

## Gledanost
Finale Eme 2022 si je v povprečju ogledalo 12,3 % ali 235.400 gledalcev, kar predstavlja 26-odstotni delež vseh gledalcev televizije, vsaj minuto pa je videlo 507.200 različnih gledalcev.